# 형사보상
형사보상(刑事補償)은 국가가 수사, 재판 등을 형사사법권의 행사를 잘못하여 부당하게 미결구금이나 형벌의 집행을 받은 피해자에게 국가가 해당 손해를 배상하는 제도이다.
대한민국에서는 형사보상을 구금된 일수에 따라 1일 5천원 이상 대통령령이 정하는 금액 이하의 비율로 정한다.

## 형사보상청구권
형사보상청구권이라 함은 형사피의자 또는 형사피고인으로서 구금되었던 자가 불기소처분을 받거나 공판의 결과 무죄의 확정판결을 받은 경우에 그 자가 입은 정신적·물질적 손실을 보상하여 주도록 국가에 대하여 청구할 수 있는 권리를 말한다. 현행 헌법은 형사보상청구권의 주체를 형사피고인 뿐만 아니라 형사피의자에게까지 확대하였으며 외국인도 형사보상을 청구할 수 있다(헌법 제28조).

## 형사보상의 종류
- 피고인에 대한 형사보상
- 피의자에 대한 형사보상

## 판례
- 군용물손괴죄로 구금된 공군 중사가 수사기관에서 범행을 자백하다가 다시 부인하며 다투어 무죄의 확정판결을 받고 형사보상청구를 한 사안에서, 자신이 범인으로 몰리고 있어서 형사처벌을 면하기 어려울 것이라는 생각과 거짓말탐지기 검사 등으로 인한 심리적인 압박 때문에 허위의 자백을 한 것이라면, 형사보상청구의 기각요건인 '수사 또는 심판을 그르칠 목적'에 해당하지 않는다.[1]

- 형사보상은 객관적으로 위법한 공권력의 행사가 있는 경우에 공무원의 고의, 과실을 묻지 않고 국가가 이를 배상하여 주는 공법상의 무과실손해배상이라고 본다.[2]

- 보상결정에 대해서도 즉시항고가 가능하다.[3]

## 형사보상청구의 상한제 및 불복금지 사건
형사보상청구의 상한제 및 불복금지 사건은 형사보상법 제19조 제1항 등 위헌확인 등에 대한 대한민국 헌법 중요 판례이다.

### 사실관계
청구인은 구속 기소되었으나 무죄판결을 확정받았다. 청구인은 구금에 관한 형사보상을 청구하여 보상의 결정을 받았는데, 위 형사보상청구 후 보상의 내용을 규정한 형사보상법 제4조 제1항 및 형사보상법 시행령 제2조가 청구인의 형사보상청구권 및 변호인의 조력을 받을 권리를 침해하고, 보상의 결정에 대하여 불복을 신청할 수 없도록 규정한 형사보상법 제19조 제1항이 재판청구권을 침해하는 것이라고 주장하면서 이 사건 헌법소원심판을 청구하였다.

### 관련 조문
형사보상법 제4조 (보상의 내용) (1) 구금에 대한 보상에 있어서는 그 일수에 따라 1일 5천원 이상 대통령령이 정하는 금액 이하의 비율에 의한 보상금을 지급한다. <개정 1967.1.16, 1975.12.15, 1981.12.17, 1987.11.28>

형사보상법 제19조 (불복신청) (1) 보상의 결정에 대하여는 불복을 신청할 수 없다.

형사보상법 시행령 제2조(보상의 상한) 법 제4조 제1항의 규정에 의한 구금에 대한 보상금의 상한은 1일 보상청구의 원인이 발생한 연도의 최저임금법상 일급최저임금액의 5배로 한다.

## 형사보상청구 제척기간 사건

### 이유
"권리관계를 조속히 확정하기 위해 인정되는 소멸시효기간이나 제척기간 중 권리의 행사가 용이하고 빈번히 발생하는 것이거나 권리의 행사로 인해 상대방의 지위가 특별히 불안정해지는 경우 또는 법률관계를 보다 신속히 확정해 분쟁을 방지할 필요가 있는 경우에는 특히 짧은 소멸시효나 제척기간을 인정할 필요가 있다"고 밝혔다. 그러나 "형사보상청구권의 제척기간을 1년으로 규정하고 있는 것은 이같은 사유에 해당하지 않는 등 달리 합리적인 이유를 찾기 어려워 일반적인 사법상의 권리보다 더 확실하게 보호돼야 할 권리인 형사보상청구권의 보호를 저해하고 있다"고 판단했다.  재판부는 또 "이 법률조항은 형사피고인이 무죄재판의 확정사실을 알고 있는지 여부와 관계없이 그 제척기간을 무죄재판이 확정된 때부터 진행한다고 규정하고 있으나 형사소송법상 형사피고인이 재정하지 않은 가운데 재판할 수 있는 예외적인 경우를 상정하고 있는 등 형사피고인은 당사자가 책임질 수 없는 사유에 의해 무죄재판의 확정사실을 모를 가능성이 있다"고 설명했다. 따라서 재판부는 "형사피고인이 책임질 수 없는 사유에 의해 제척기간이 도과할 가능성이 있는 바, 이는 국가의 잘못된 형사사법작용에 의해 신체의 자유라는 중대한 법익을 침해받은 국민의 기본권을 사법상의 권리보다 가볍게 보호하는 것으로 부당하다"고 판단했다.

## 참고 문헌
- 헌법재판소 판례 2008헌마514, 2010헌마220
- 법률신문 2010-08-03[5]
- 법률신문 2010-11-01[6]

## 같이 보기
- 범죄피해자보상제도
- 대한민국 헌법 제28조